# Phytophthora cinnamomi
Phytophthora cinnamomi là một loài Oomycetes trong họ Pythiceae. Loài này được Rands miêu tả khoa học đầu tiên năm.
Đây là loài gây hại của các cây trong chi Eucalyptus, phát triển phổ biến ở Nam Phi.